# جایزه فیلم‌فیر شرق
جایزه فیلم‌فیر شرق (انگلیسی: Filmfare Awards East) بخشی از جوایز فیلم‌فیر است که مختص به بخش‌های شرقی کشور هند است و توسط «تامیز گروپ» برپا شده و به برترین دستاوردهای سینمایی شرق هندوستان (بنگال غربی، آسام و اودیسا) تعلق می‌گیرد.
این جایزه از سال ۲۰۱۴ میلادی برپا شده است و نخستین مراسم آن در ۲۹ مارس ۲۰۱۴ میلادی برگزار شد.